# Economia de Belize

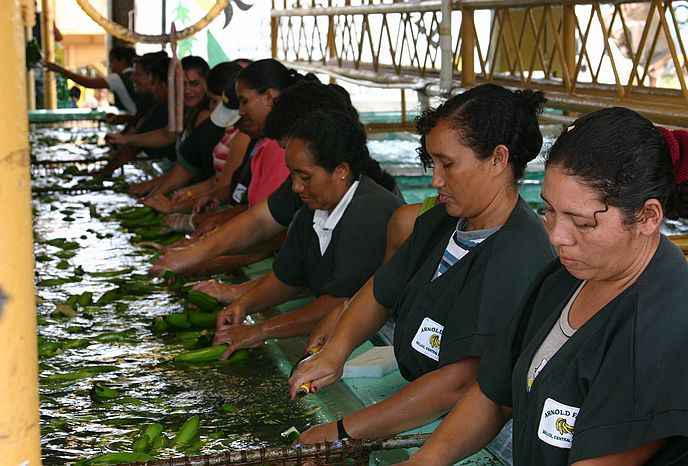
Banana és un dels productes d'exportació de Belize.

L'economia de Belize és la més petita de Centreamèrica, però és la tercera en PIB per capita de la regió, només després de Panamà i Costa Rica. El turisme, l'agricultura i la manufactura són les principals fonts de generació de divises. Els principals productes d'exportació són els productes del mar, cítrics, canya de sucre, plàtan i robes. L'estabilitat de la moneda és un dels atractius per a la inversió estrangera. En 1996 l'ingrés per capita va ser de US$ 2.308 mentre que en 1989 havia estat de $1.664, la qual cosa va representar un creixement de 39%. El producte intern brut (PIB) va créixer 67% entre 1989 ($306 milions) i 1996 ($512 milions), mentre que la població va créixer 21% en aquest mateix període. El PIB va registrar una taxa de creixement real de 3,8% en 1995 i d'1,5% en 1996. Encara que la inflació és baixa, en 1996 es va intensificar: l'índex de preus al consumidor va ser de 2,8% en 1995 i de 6,4% en 1996, mentre que la mitjana dels cinc anys anteriors va ser de 3,2%.
Des de 1998, fins a l'any 2002, el turisme ha representat el 19,9% del PIB. La descoberta de petroli el 2006 va impulsar l'economia, i va haver-hi un creixement de la producció el 2009.
- Exportacions: domèstiques, sucre, productes de jardineria, sucs concentrats de taronja i taronja, productes del mar, plàtans i reexportacions.

- Importacions: A principis de la dècada dels vuitanta, les exportacions anuals ascendien a 28.6 milions de dòlars i el cost de les importacions a 545.3 milions.